# 蘭伯特 (北卡羅萊納州)
蘭伯特（英語：Lambert）是位於美國北卡羅萊納州斯坦利縣的非建制地區。

## 歷史
蘭伯特的郵局於1901年設立，其後於1906年停運。

## 地理
蘭伯特所處的海拔為高於海平面208米（即682英呎），而該地所採用的時區為UTC-5，即北美东部时区（EST）。同時該地設有夏令時間，為UTC-5調快一小時，即UTC-4（EDT）。